# Brgudac
Brgudac – wieś w Chorwacji, w żupanii istryjskiej, w gminie Lanišće. W 2011 roku liczyła 14 mieszkańców.